# Blade-Batterie

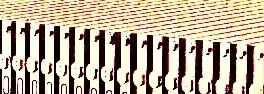
Illustration der Messerstruktur in der Blade Batterie

Eine Blade-Batterie ist eine Bauform für Antriebsbatterie mit primatischen Zellen. Der Name leitet sich von der Messerstruktur (englisch blade) der Blockzellen ab. Das Gehäuse der Zellen ist für cell-to-pack angepasst, bei der die Zellen direkt an die Kühlung im Batteriekasten von Elektrofahrzeugen angeschlossen werden.

## Geschichte
Die neueren batterielektrischen Fahrzeuge ab 2008, die den Ausbruch aus der Nische der Elektroautos ermöglichten, machten Gebrauch von massenhaft gefertigten Rundzellen jener Zeit. Diese wurden zu Modulen verbunden, die dann im Unterboden mit Kabeln verschaltet wurden, und über Kühlfahnen an eine Kühlung gebunden wurde, die insbesondere bei Laden im Schnellladenetz benötigt wird.
Der zusätzlich zu den eigentlichen Energiespeichern der Zellen benötigte Platz senkt die effektive Energiedichte der zusammengebauten Antriebsbatterie deutlich. Während die ersten batterieelektrischen Fahrzeuge in Kalifornien noch mit NMC-Zellen ausgestattet wurden (die zu jener Zeit die höchste Energiedichte hatten), hatte man in China vor allem die patentfreien LFP-Zellen gefördert (mit geringerer Energiedichte). Hieraus leitete sich ein Druck für eine neue Bauform ab. Gleichzeitig zeigte die Pouch-Zelle eine schnelle Entwicklung zu niedrigen Kosten.
Zusätzlich gab es Ideen, dass die Antriebsbatterie ein tragendes Teil des Fahrzeugrahmens werden kann (structural battery). Darauf aufbauend stellte BYD 2020 ihre „Blade Battery“ vor, die Namensgeber für ähnliche Bauformen wurde. Hergestellt werden diese von FinDreams Battery, das 2019 von BYD und der China FAW Group gegründet wurde, wobei das Unternehmen BYD Batteries übernommen wurde, das 1998 gegründet wurde.
Ab Juli 2020 wurden die ersten BYD Han mit Blade-Batterie verkauft, zuerst noch als Plug-in-Hybrid. Ab März 2021 kam der batterielektrische „Han e9“ in den Handel. Alle Han-Modelle werden ausschließlich mit LFP-Zellen gebaut. Der Export nach Europa begann im August 2022. Der Absatz entwickelte sich allerdings schlecht, sodass BYD ab 2023 begann eigene Werke zu errichten, darunter auch eine lokale Batterieproduktion.
Für den BYD Dolphin 2021/22 wurde neben einem langen Blade-Format C102F noch ein kurzes Blade-Format C103F entwickelt.
Im Mai 2022 stellte „EVs Enhanced“ eine Bauform vor, die als Ersatz für den Nissan LEAF konstruiert wurden. Die Module sind hier deutlich dicker, erinnern daher nicht mehr direkt an Messer, und werden liegend eingebaut. Als Markenname wurde „16 Blade“ verwendet.
Im Dezember 2023 stellte SVOLT eine neue LFP Batteriezellen-Serie „Short Blade“ für Elektrofahrzeuge vor. Dabei sollen „L600“ Laderaten bis 5 C und sollen im dritte Quartal 2024 in die Massenproduktion gehen. Die „L400“ soll Laderaten mit 4 C erfüllen und ab viertem Quartal 2024 in die Massenproduktion gehen. Im Juli 2024 ergänzte SVOLT eine NMC-Variante mit 6 C Laderate. SVOLT hatte bis dahin Pouch-Zellen hergestellt, und sich beim Übergang zu Cell-to-Pack-Konzepten gegen Rundzellen entschieden, deren Hochlauf zu komplex und kostenintensiv sei.
Im Juni 2024 stellte Geely ihre „short blade battery“ vor. Ziel ist dabei vor allem, die Kühlung zu verbessern. Hergestellt werden sie von Aegis, ein Tochterunternehmen von Geely, daher auch „Aegis Short Blade Battery“. Wie der Name „short“ (englisch für „kurz“) andeutet, gehen hier die Blade-Blockzellen nicht über die gesamte Wagenbreite, wie bei BYD, sondern nur über die halbe Wagenbreite. Dies ermöglicht in der Wagenmitte einen Mittelstrang zu ziehen und die Anschlüsse zu verkürzen.
Im November 2024 stellte BYD die „Blade 2.0“ oder „gen 2 blade battery“ vor, als die zweite Generation ihrer Antriebsbatterie, die ab 2025 geliefert werden soll. Ebenfalls ausschließlich für LFP verfügbar, wird ebenfalls die Kühlleistung verbessert. Vorgestellt wurde die Batterie mit 6 C Ladegeschwindigkeit. Im März 2025 wurde dann auch eine 10 C Ladegeschwindigkeit demonstriert. Dies erfolgte auf Basis einer 1000 V Platform „Super e-platform“, die für die neuen „Han L EV“ und „Tang L EV“ vorgesehen sind. Der Marktstart wurde von Mitte 2025 auf 2026 verschoben.
Mit der „Blade 2.0“ gibt es eine Veränderung der BYD e-Platform 3.0, in dem die Blockzellen nun nicht mehr quer zur Fahrrichtung, sondern längs eingebaut werden. Bei Fahrzeugen mit großem Randstand dann auch zwei Blades hintereinander. Mit einer neuen Kühlplatte wird dies bei BYD auch als „Cell-To-Body“ bezeichnet. Für kleinere Modelle gibt es ein „short blade“ Format mit 160 Wh/kg auf gleichem Preisniveau, während das längere Format mit 210 Wh/kg zu einem höheren Preis produziert wird. Mit dem BYD Song L und Shooting Brake werden diese in der Oberklasse eingebaut.
Die „Volkswagen Einheitszelle“ kommt 2025 auf den Markt und ist nur noch ein Drittel so lang wie die BYD Blade-Blockzellen. Wie bei BYD Cell-To-Body werden die Blockzellen direkt in den Batteriekasten eingestellt. Als erstes wird 2026 damit der neue VW ID.2 ausgerüstet, auf Basis des MEB+ und LFP-Zellen.
Die Blade-Batterie hat andere Bauformen nicht vollständig verdrängt. Die LFP werden auch als Rundzellen in Fahrzeugen verbaut. Insbesondere Tesla und BMW haben diese Bauformen mit „ribbon cooling“ verbessert, bei der jede zweite Reihe einen schlängelnden Kühlrohrstreifen aufweist. Die Energiedichte wirt dort durch ein neues Rundzellenformat erhöht (Tesla 4680 und BMW 4695 / 46120). Die hohen Rundzellen werden direkt in den Batteriekasten eingestellt, bei BMW „cell-to-open-body“ genannt. - CATL hat für LFP die „Qilin structural battery“ entwickelt, bei der die Kühlrohre zwar tragend sind, aber die Pouch-Zellen dazwischen nur eingestellt werden. Im April 2025 stellte CATL eine Weiterentwicklung „Naxtra“ vor, die Natrium-Ionen-Zellen verwenden. In einem Vergleich Ende 2022 waren die Tesla 4680 LFP dabei voraus.

## BYD Blade Battery

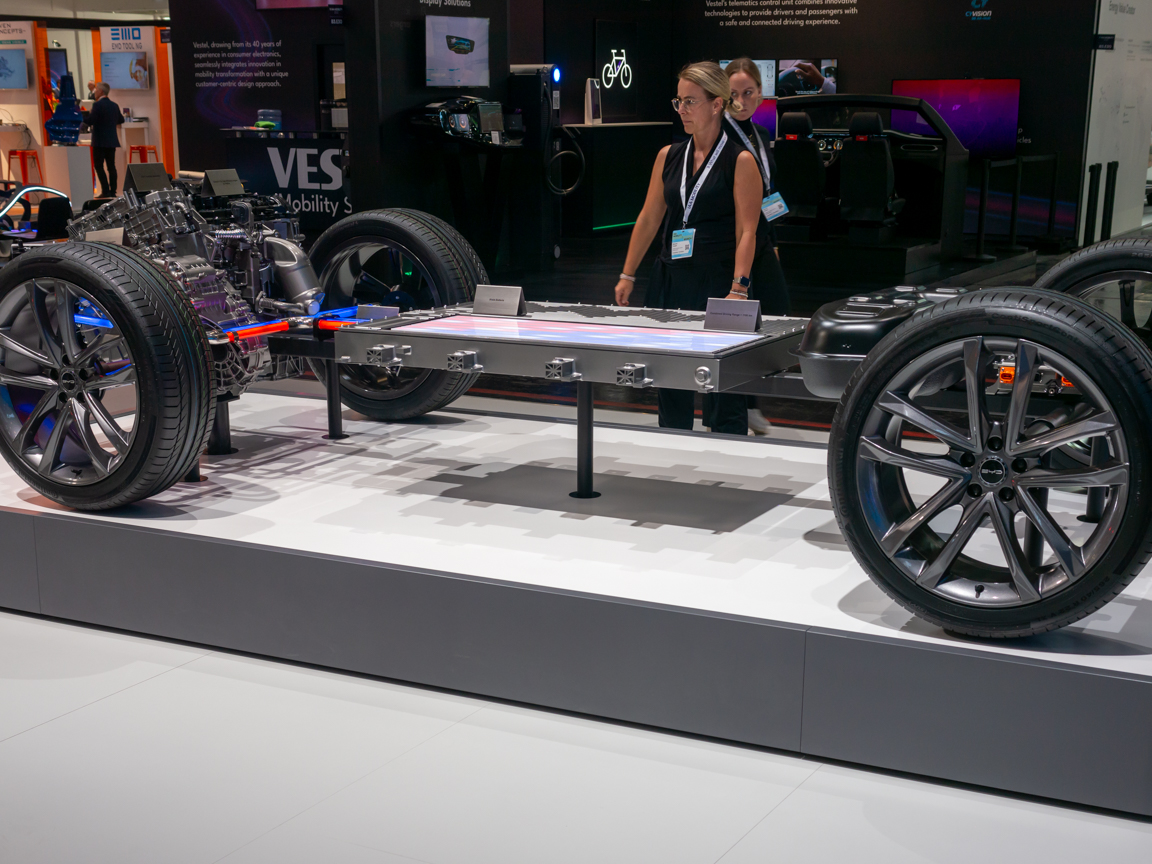
Blade-Batterie Pack auf der IAA 2023

BYD erforscht und produziert seit den 1990er Jahren Akkumulatoren. Die Blade-Batterie ist ein Akkumulator, der in Elektrofahrzeugen verwendet wird. Die Blade-Batterie ist ein Lithium-Eisenphosphat-Akkumulator. Die Batterie hat eine wabenförmige Struktur mit festen Platten auf der Ober- und Unterseite, was die Festigkeit erhöht. Der Akku soll mehr als 5000 Ladezyklen schaffen. Er wurde 2020 erstmals verkauft.
Die prismatischen Zellen mit verstärktem Gehäuse erstrecken sich über die gesamte Breite des Rahmens, die Kühlung erfolgt mit einer wasser-gefüllten Kühlplatte (cooling plate) über den Zellen.
BYD stellte im März 2025 eine neue Generation seiner LFP-Blade-Batterie vor, die mit einer Laderate von 10 C geladen werden kann; d. h. der Akku kann theoretisch in 6 Minuten aufgeladen werden. Damit ist die Dauer des Aufladens eines Elektrofahrzeugs vergleichbar mit der Dauer des Tankvorgangs bei einem Fahrzeug mit Verbrennungsmotor.
Im Jahr 2024 produzierte BYD 154 GWh Akkus für Elektrofahrzeuge, was einem weltweiten Marktanteil von 17,2 Prozent entsprach und nach CATL der zweitgrößte Marktanteil weltweit war.

### Spezifikation
Die erste Generation der Blade-Zellen für BYD Han BEV wurden 2020 mit vorläufigen Werten von 960 mm und 90 mm angegeben. Bei einer Breite von 13,5 mm erlaubten sie 170 Wh/kg. Sie wird in verschiedenen Längen und Breiten hergestellt. In einem Patent von BYD wird von einer Länge von 600 bis 2500 mm gesprochen, die bei einer Breite von 13,5 mm technisch möglich sind. Die Höhe beträgt einheitlich 118 mm. Das 2020 vorgestellte lange Messer-Format ist 905 mm lang und 13,5 mm breit.
Im Vergleich zu den meisten bisherigen Lithium-Eisenphosphat-Blockbatterien, die mehrere Module mehrerer Zellen enthalten, wird die Raumausnutzung des Batteriepacks (VCTP - volumetric cell-to-pack ratio) durch das Design, mit Blades über die gesamte Breite des Batteriekastens, von etwa 40 % auf 60 % erhöht (relativ also etwa 50 % besser).
Die langen Blockzellen C102F für den BYD Dolphin messen 945 mm × 90,5 mm × 13,9 mm.

### Blade 2.0
Schon bei der ersten Generation hatte BYD auch eine kürzere Variante für kleinere Modelle entwickelt. Diese „short blade“ werden nun das häufigere Format – sie bleiben auf gleichem Preisniveau wie bisher, erreichen auch nur 160 Wh/kg, werden jedoch nun mit 8 C Ladegeschwindigkeit gebaut.
Demgegenüber wurde das längere Format auf eine Energiedichte von 210 Wh/kg weiterentwickelt. Damit lassen sich Fahrzeuge mit deutlich größerer Reichweite realisieren. Vorgesehen sind hier dann vergleichsweise wenige 3 C bei der Ladengeschwindigkeit.

## SVOLT Short Blade
Die  „Short Blade“ Variante von SVOLT ist mit 118 mm gleich hoch wie die BYD Blades, aber mit 574 mm Länge und 21,5 mm Dicke deutlich kürzer. Die Energiedichte der manganreichen „L6“ wird 2021 mit 240 Wh/kg angegeben.
Für die L400 5C-Zellen gibt SVOLT eine Energiedichte von 188 Wh/kg LFP an. Die Zellen in NMC-Chemie sollen auf 240 Wh/kg kommen. Die älteren L400 kamen auf 2,2 C und sollen 3 bis 4 weiterentwickelt werden.

## Aegis Short Blade Battery
Die Short Blade Battery Blockzellen haben eine Länge von 580 mm und eine Dicke von 18,2 mm. Sie werden als LFP mit 3,2 V mit einer Energiedichte von 192 Wh/kg gebaut.
Für den Geely Galaxy E5 werden diese Blockzellen zu zwei Varianten der Antriebsbatterie verschaltet – mit  49.52 kWh und 60.22 kWh. Die Batterie lässt sich von 10–80 % in 17m4s laden, was einer durchschnittlichen Ladegeschwindigkeit von 2,45 C entspricht.

## Volkswagen Einheitszelle
Volkswagen hat ein Joint Venture mit Gotion Hitech für den Aufbau einer eigenen Zellfertigung. PowerCo wie auch andere Fertiger liefern dann Blockzellen für prismatische Zellen mit einem standardisierten Format. Mit 320 mm Länge messen sie nur noch ein Drittel der BYD Blade Module, sind mit 120 mm vergleichsweise hoch und 30 mm breit.
Die Blockzellen sollen in 8 von 10 Fahrzeugmodellen eingesetzt werden und werden sowohl mit LFP- als auch mit NMC-Zellchemie gefertigt. Die Einheitszelle ist auch für die Fertigung von Feststoffbatterien mit der Zellchemie von QuantumScape geeignet, an der Volkswagen eine Beteiligung hat.

## CATL CTP 3.0 Qilin
CATL hat seit 2019 an Cell-to-Chassis-Konzepten gearbeitet, bei der Pouch-Zellen mit unterschiedlicher Chemie in den Fahrzeugrahmen eingestellt werden. 2022 wurde die dritte Generation „CTP 3.0“ unter dem Markennamen „Qilin“ vorgestellt. Dabei wird das Blade-Konzept umgedreht - nicht das Gehäuse der Zellen wird tragendes Teil, sondern die Kühlrohre, die sich über die gesamte Fahrzeugbreite ziehen. Vorher wurde, wie bei anderen Herstellern, eine Kühlplatte verwendet, auf der die Zellen stehen. Die kühlenenden Querträger erlauben jedoch mehr Kühlung für höhere Laderaten.
Die Qilin-Batterien für den Li Mega und den Zeekr 001 schaffen dabei 5 C, und im Juni 2024 wurde angekündigt, das Qilin-Konzept auf 6 C zu verbessern. Im Juli 2025 wurde für den zukünftigen  Aito M6 ein „natriumhaltiges 12C-Akkupack“ auf Qilin-Basis angekündigt.

## Tabelle

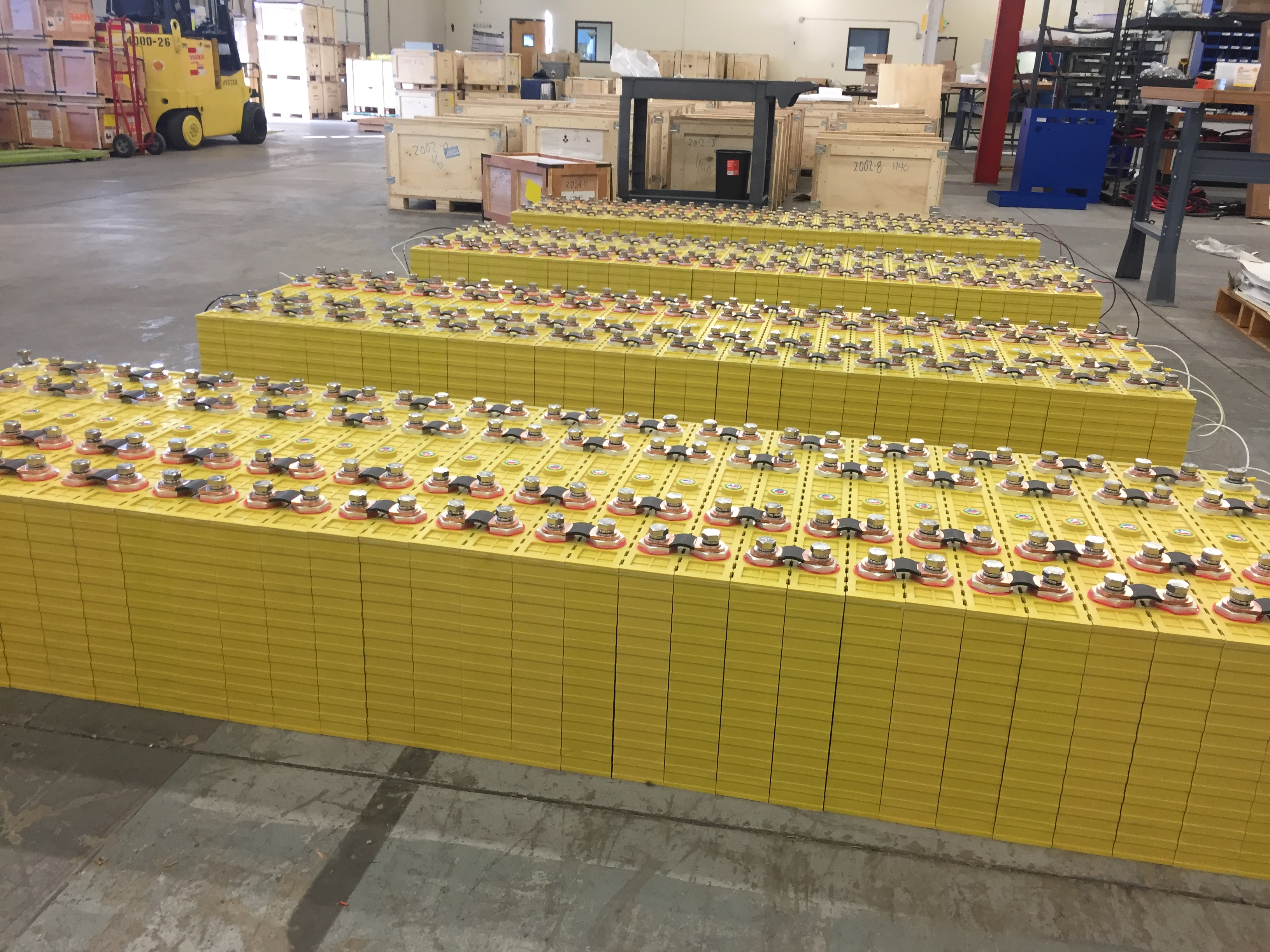
Prismatische LFP Akkus für PV mit je 627 mm × 67 mm × 305 mm (zu hoch für Kfz)

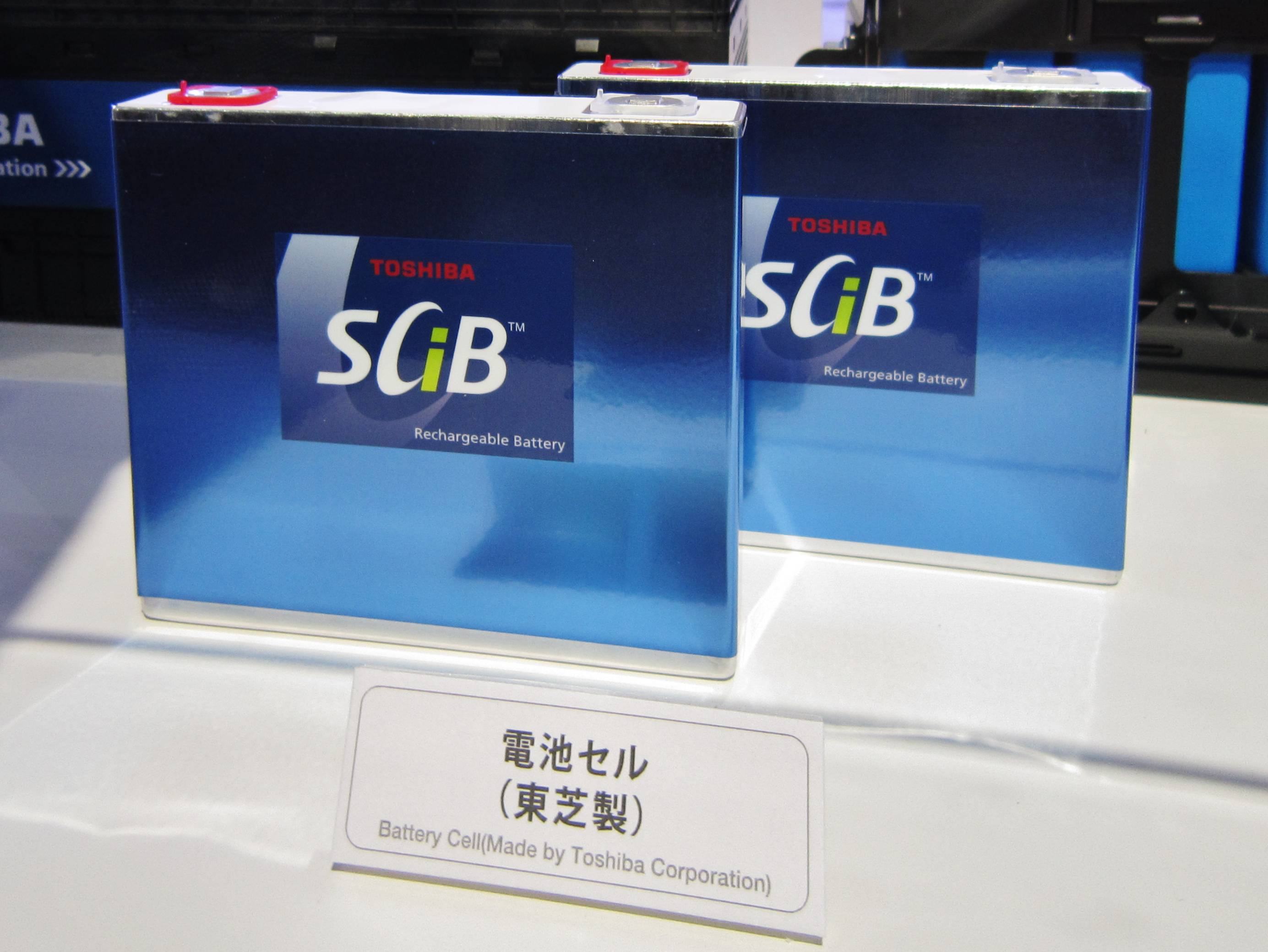
Toshiba SCiB Lithiumtitanat Akkus mit je 116 mm × 22 mm × 106 mm (für Modulbau)

Die häufigste Größe prismatischer Zellen in Volkswagen MEB Modellen ist 220 mm × 100 mm × 20-25 mm. Von den VDA Formaten für prismatische Zellen hat nur PHEV2 mit 148 mm Länge eine häufige Verwendung gefunden, die in verschiedenen Höhen produziert wird. Die längsten Formate messen 173 mm. Die VDA Zellen wurden allerdings, wie auch die MEB Zellen, erst noch zu 12 Stück in 400 V Module verbaut, die dann in den Batteriekasten kamen. Die ähnliche Höhe der prismatischen Zellen für Automobile basiert auf dem verfügbaren Platz im Unterboden der Fahrzeuge, womit auch die größte zylindrische Zelle von BMW auf 120 mm beschränkt ist.
CATL liefert in China prismatische Zellen in LFP für das Tesla Model 3 SR (standard range). Die CATL BTF0 161Ah LFP verwenden ein Format von 280 × 63 × 82 mm. Toshiba bietet prismatische Zellen in LTO unter der Marke SCiB an („Super Charge Ion Battery“), die als „Ultra Rapid Charging“ ab 2019 auch für Automobile verwendet werden. Diese Zellen haben das Format 116 × 22 × 106 mm.
| Länge (mm) | Breite (mm) | Höhe (mm) | CTP | Variante                     |
| ---------- | ----------- | --------- | --- | ---------------------------- |
| 960        | 13,5        | 90,0      | CTB | BYD Han Blade                |
| 945        | 13,9        | 90,5      | CTB | BYD Blade C102F              |
| 905        | 13,5        | 118       | CTB | BYD Blade (long)             |
| 574        | 21,5        | 118       | CTP | SVOLT Short Blade            |
| 580        | 18,2        | 118       | CTP | Aegis Short Blade            |
| 320        | 30          | 120       | C2P | Volkswagen Einheitszelle     |
| 200        | 25          | 100       | /   | Volkswagen MEB               |
| 173        | 21          | 85        | /   | VDA PHEV1                    |
| 148        | 26,5        | 125       | /   | VDA PHEV2+                   |
| 148        | 26,5        | 91        | /   | VDA PHEV2                    |
| 116        | 22          | 106       | /   | Toshiba SCiB (LTO)           |
| 50         | 10          | 43        | /   | 9-Volt-Block (zum Vergleich) |